# مقاطعة ماكنزي (نيوزيلاندا)
تقع مقاطعة ماكنزي (بالإنجليزية: Mackenzie District)‏ في الجزيرة الجنوبية لنيوزيلاندا في ضمن منطقة كانتربوري ويوجد مقر بلديتها في مدينة فيرلي (Fairlie) في المقاطعة.

## الجغرافيا
تبلغ مساحة مقاطعة ماكنزي 7140 متر مربع وهي بذلك ثاني أكثرمقاطعة في منطقة كانتربوري. بلغ عدد سكان المقاطعة ضمن إحصائية عام 2013 4158 نسمة وهو ما يقابل كثاقة سكانية ب 0,6 شخص لكل كم مربع وهي بذلك أقل المقاطعات من ناحية الكثافة السكانية في كانتربوري.
تحد المقاطعة من الشمال الغربي المقاطعة الغربية (Westland District) وتعدها من الغرب والجنوب الغربي مقاطعة وايتاكي (Waitaki District)، ومن الجنوب مقاطعة وايميت (Waimate District) ومن الشرق والشمال الشرقي تشترك بحدود مع منطقة تيمارو (Timaru District).

في القسم الغربي للمقاطعة تقع الجبال المرتفعة والتي يقطنها الثلج الذي يبقى حتى بداية أو منتصف فصل الصيف في نيوزيلاندا (ديسمبر - فبراير)،وفي متوصط المقاطعة توجد البحيرات التي تُعد من المناطق سياحية وهما بحيرتا تيكابو وبوكاكي، أما في القسم الشرقي فتسير أنهار بوكاكي وتيكابو التي تصب في البحيرتان المذكورتان وفي بحيرة بينمور التي تقع جنوب المقاطعة. يعتبر جبل أوراكي (Aoraki Mountain) هو أعلى جبال نيوزيلاندا، بارتفاع قدره 3724 م.

## السكان
طبقا لإحصائية عام 2013، يمثل السكان الأصليون نسبة 6,3% من ال 4158 نسمة القاطنين في المقاطعة وهي بذلك نسبة قليلة جدا، حيث يعيش فقط 0,04% من السكان الأصليين في مقاطعة ماكنزي. يترواح معدل دخل الفرد السنوي في المقاطعة حول 29,300 ألف دولار نيوزيلاندي في مقابل 28.500 لمتوسط دخل الفرد في نيوزيلاندا.
أبانت نتيجة التعداد السكاني لعام 2013 بأن 91% من عدد السكان هم أوروبيو الأصل، و6،7% سكان أصليون (ماوري)، و1،3% أتوا من الجزر القريبة في المحيط الهادئ و 4,4% ذوي أصول آسيوية. بعد اللغة الإنجليزية التي يجيدها جل السكان تقريبا، أفادت الإحصائية بأن 12,6% من السكان الأصلين ما زالوا يستطيعون التحدث بلغتهم الماورية، كما أن اللغة اليابانية تعد ثاني أكبر لغة منتشرة هناك.

## المناخ

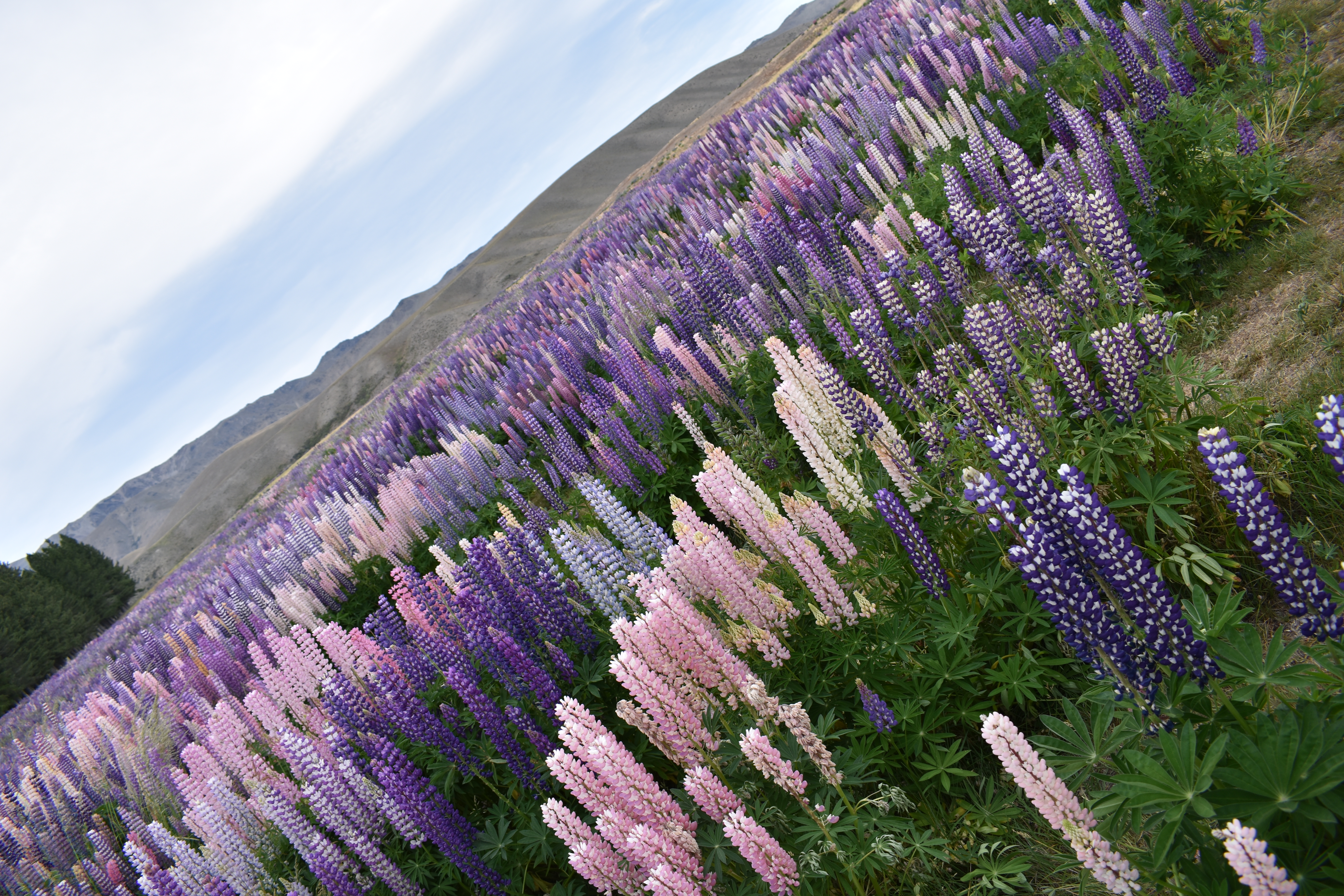
نبات الترمس المنتشر في المقاطعة (صورة قرب بحيرة تيكابو).

لمنطقة ماكنزي مناخ معتدل وتسقط الثلوج في فصل الشتاء (من يونيو إلى سبتمبر الذي قد تصل فيه درجات الحرارة في بعض المناطق إلى 0°س ليلاً)، وتدوم طويلاً على قمم الجبال برغم طول فترة فصل الصيف (من نوفمبر إلى فبراير) الذي يكون حاراً وتصل فيه درجات الحرارة إلى أعلى من 30°س أحيانا. بينما يتقلب الطقس كثيراً في فصل الخريف، فإن فصل الربيع يُنعش الحياة البرية بشكل كبير. وتنتشر نباتات مشهورة مثل نبات الترمس (lupins) بشكل واسع في المنطقة، كما تنتشر هناك العديد من أنواع الحياة البرية، كالغناغر والأرانب وغيرها. لكن يبقى الطقس المعتدل نسبيا، غير البارد جدا في فصل الشتاء (بمعدل 8°س).

## الحماية من التلوث الضوئي

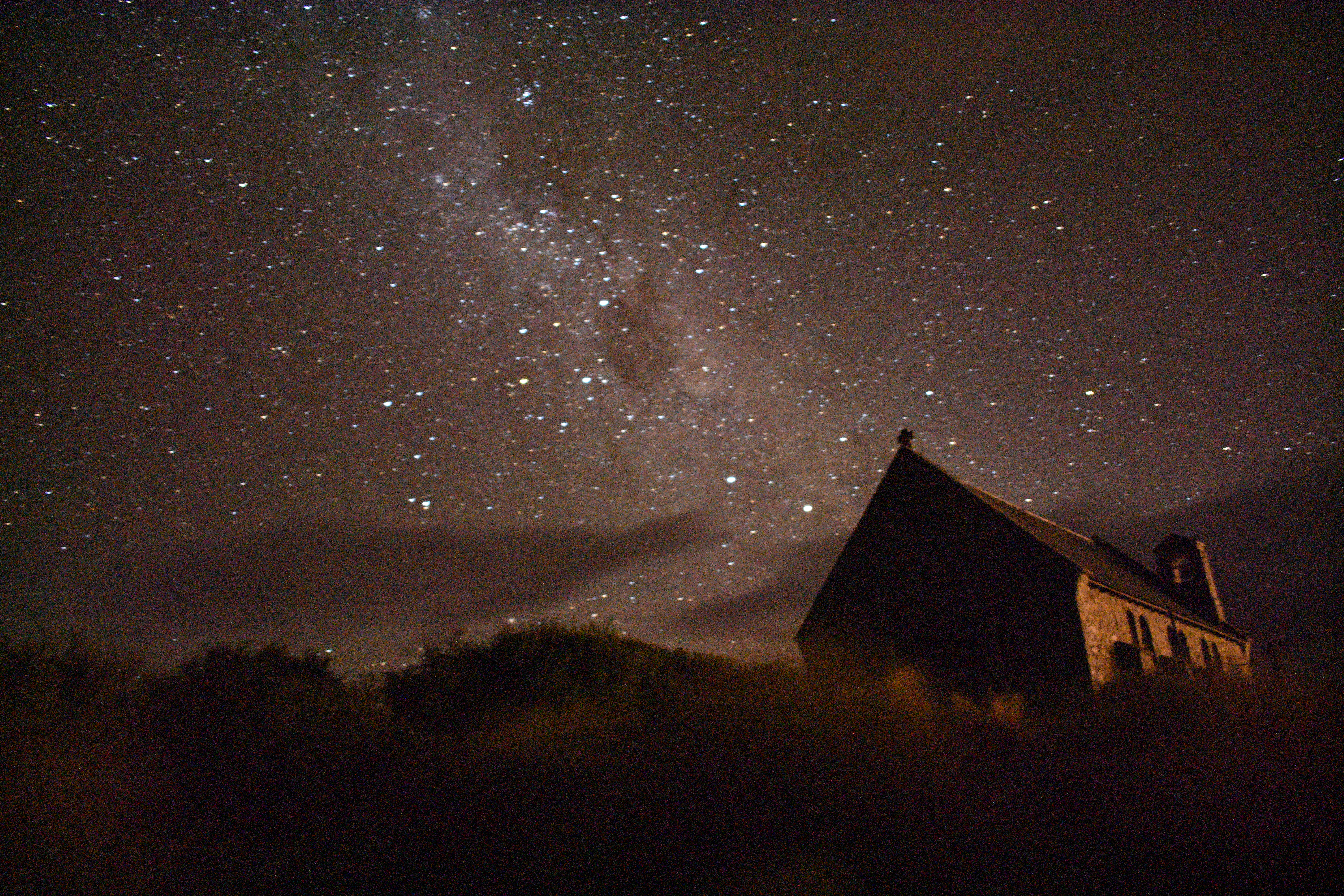
منظر ليلي لسماء منطقة تيكابو، يظهر جزءاً من مجرة درب التبانة.

تعتبر منطقة الماكنزي في معظمها منطقة محمياً ضوئيا، حيث لا توجد إنارة الشوارع إلا في المناطق القليلة المأهولة في المقاطعة وهي بذلك تحافظ على كونها من أفضل المناطق في العالم، التي يمكن فيها رؤية النجوم ومجرة درب التبانة بوضوح، بالإضافة للرصد الفلكي العلمي فيها. تعتبر منطقة بحيرة تيكابو من أشهر المناطق في المقاطعة التي يُقصد زيارتها بغرض رؤية النجوم وللقيام بجولات تنظمها دائرة الإستكشاف إلى مرصد جامعة كانتربوري الواقع فوق جبل جون المطل على البحيرة.